# 百人町 (名古屋市)
百人町（ひゃくにんちょう）は、愛知県名古屋市東区の地名。丁番を持たない単独町名である。住居表示未実施。

## 地理
名古屋市東区中央部に位置する。東は大松町、西は筒井一丁目、南は黒門町・車道町、北は新出来二丁目・出来町一丁目に接する。

## 歴史

### 町名の由来
百人組が1611年（慶長16年）に尾張藩に転じ、渡部半蔵百人組となった。家康の家臣・半蔵率いる足軽百人の組屋敷は当初呉服町 (名古屋市)にあったが、矢場町を経て1694年以降に当地に移転し、地名の由来となった。組屋敷は明治時代に一般の人が住む長屋として使われるようになった。

### 沿革
- 1878年（明治11年）12月28日 - 北百人町・南百人町・出雲小路の各一部により、名古屋区百人町として成立する[1]。
- 1889年（明治22年）10月1日 - 名古屋市編入に伴い、同市百人町となる[1]。
- 1908年（明治41年）4月1日 - 東区編入に伴い、同区百人町となる[1]。
- 1942年（昭和17年）10月20日 - 一部が車道町に編入される[1]。

## 世帯数と人口
2019年（平成31年）2月1日現在の世帯数と人口は以下の通りである。
| 町丁   | 世帯数  | 人口  |
| ------ | ------- | ----- |
| 百人町 | 390世帯 | 703人 |

### 人口の変遷
国勢調査による人口の推移
| 2000年（平成12年） | 700人 | [ WEB 7 ]  |  |
| 2005年（平成17年） | 613人 | [ WEB 8 ]  |  |
| 2010年（平成22年） | 662人 | [ WEB 9 ]  |  |
| 2015年（平成27年） | 683人 | [ WEB 10 ] |  |

## 学区
市立小・中学校に通う場合、学校等は以下の通りとなる。また、公立高等学校に通う場合の学区は以下の通りとなる。
| 番・番地等 | 小学校               | 中学校                 | 高等学校 |
| ---------- | -------------------- | ---------------------- | -------- |
| 全域       | 名古屋市立筒井小学校 | 名古屋市立あずま中学校 | 尾張学区 |

## 施設
- 浄土宗金蓮寺[2]
- 曹洞宗善光寺[2]
- 百人町どんぐりひろば

- 百人町どんぐりひろば

## その他

### 日本郵便
- 郵便番号 : 461-0037[WEB 3]（集配局：名古屋東郵便局[WEB 13]）

### WEB
1. ↑  “愛知県名古屋市東区の町丁・字一覧”.   人口統計ラボ. 2017年10月7日閲覧。
2. 1 2  “町・丁目(大字)別、年齢(10歳階級)別公簿人口(全市・区別)”.   名古屋市 (2019年2月20日). 2019年3月10日閲覧。
3. 1 2  “郵便番号”.  日本郵便. 2019年3月17日閲覧。
4. ↑  “市外局番の一覧”.   総務省. 2019年1月6日閲覧。
5. ↑  名古屋市役所市民経済局地域振興部住民課町名表示係 (2017年3月15日). “東区の町名一覧”.   名古屋市. 2017年10月7日閲覧。
6. 1 2  中日新聞、2016年10月22日、「地名さんぽ　百人町（名古屋市東区）足軽隊の屋敷から」
7. ↑  名古屋市役所総務局企画部統計課統計係 (2005年7月1日). “（刊行物）名古屋の町(大字)・丁目別人口 (平成12年国勢調査) 東区” (xls). 2017年10月8日閲覧。
8. ↑  名古屋市役所総務局企画部統計課統計係 (2007年6月29日). “平成17年国勢調査　名古屋の町(大字)別・年齢別人口 東区” (xls). 2017年10月8日閲覧。
9. ↑  名古屋市役所総務局企画部統計課統計係 (2012年6月29日). “平成22年国勢調査　名古屋の町(大字)別・年齢別人口 東区” (xls). 2017年10月8日閲覧。
10. ↑  名古屋市役所総務局企画部統計課統計係 (2017年7月7日). “平成27年国勢調査　名古屋の町(大字)別・年齢別人口” (xls). 2017年10月8日閲覧。
11. ↑  “市立小・中学校の通学区域一覧”.   名古屋市 (2018年11月10日). 2019年1月14日閲覧。
12. ↑  “平成29年度以降の愛知県公立高等学校（全日制課程）入学者選抜における通学区域並びに群及びグループ分け案について”.   愛知県教育委員会 (2015年2月16日). 2019年1月14日閲覧。
13. ↑  郵便番号簿 平成29年度版 - 日本郵便. 2019年03月10日閲覧 (PDF)

### 書籍
1. 1 2 3 4 5  名古屋市計画局 1992, p. 741.
2. 1 2 3 4  「角川日本地名大辞典」編纂委員会 1989, p. 1515.

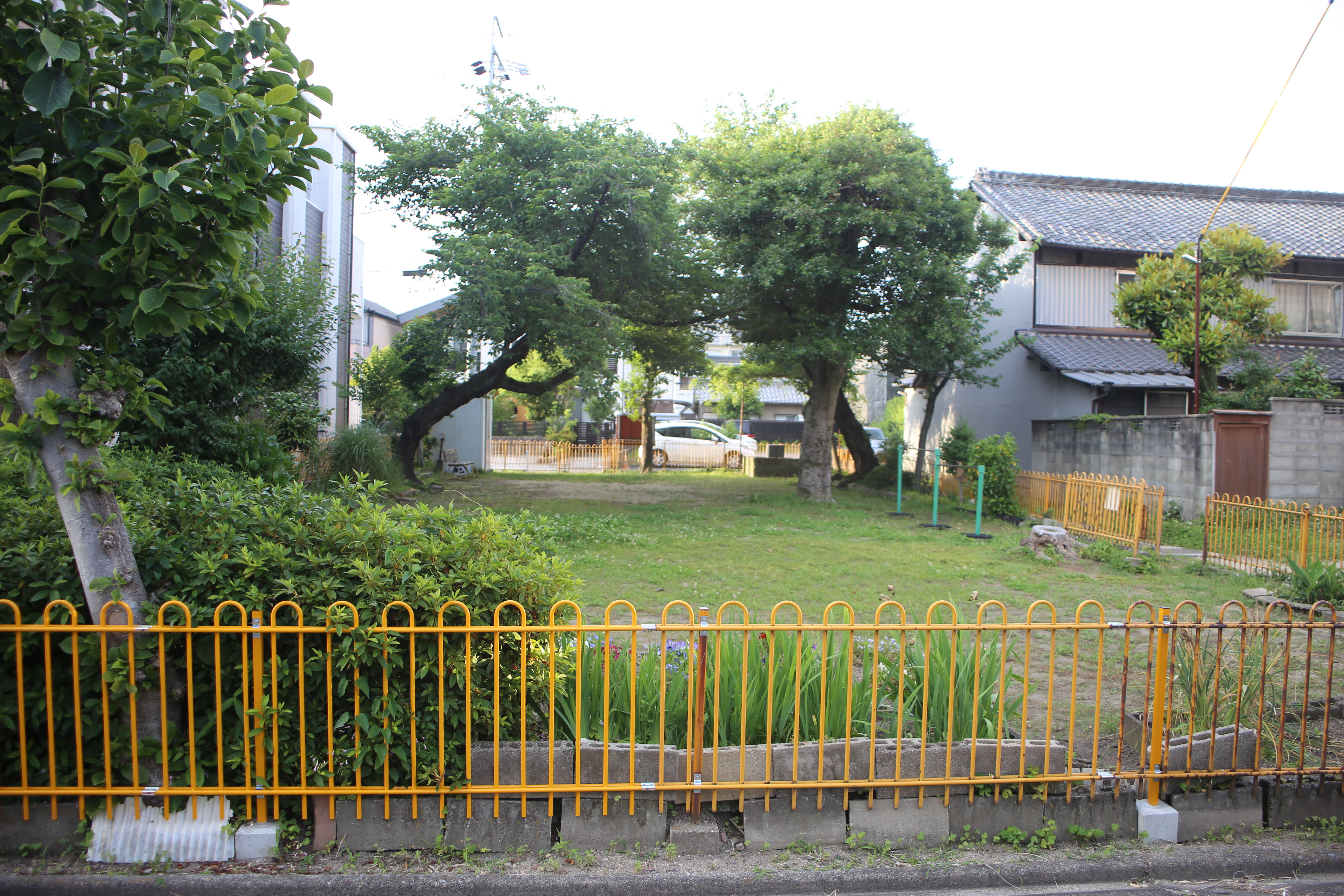
百人町どんぐりひろば

3. 1 2  名古屋市計画局 1992, p. 157.